# Chrysolina wollastoni
Chrysolina wollastoni é uma espécie de artrópode pertencente à família Chrysomelidae.